# Eunice Sanborn
Eunice Sanborn (Lake Charles, Louisiana, 20 juli 1896 – Jacksonville, Texas, 31 januari 2011) werd bij haar overlijden op de leeftijd van  114 jaar en 195 dagen beschouwd als de oudste erkende levende mens ter wereld. Ze droeg deze titel sinds het overlijden van de eveneens 114-jarige Franse voormalige non Eugénie Blanchard op 4 november 2010. Op 18 mei 2011 werd echter de Braziliaanse Maria Gomes Valentim, die 11 dagen ouder was dan Sanborn, met terugwerkende kracht erkend als oudste levende mens ter wereld.
Sanborn was reeds sinds 6 april 2010 de oudst erkende levende mens in de Verenigde Staten, na het overlijden van de vorige recordhoudster, de toen 114-jarige Neva Morris uit Iowa.
Haar familie beweert overigens dat Sanborn een jaar ouder was. Zij stellen dat in de Amerikaanse volkstelling van 1900, waarop haar ouderdomsclaim gebaseerd was, ten onrechte 1896 en niet 1895 als geboortejaar staat  geregistreerd.